# Amsterdam WCT
L'Amsterdam WCT è stato un torneo di tennis facente parte del World Championship Tennis giocato nel solo 1982, dal 18 al 24 ottobre, ad Amsterdam nei Paesi Bassi su campi in sintetico indoor.

## Albo d'oro

### Singolare
| Anno | Vincitore      | Finalista    | Punteggio          |
| ---- | -------------- | ------------ | ------------------ |
| 1982 | Wojciech Fibak | Kevin Curren | 7–5, 3–6, 6–4, 6–3 |

### Doppio
| Anno | Vincitori                 | Finalisti                   | Punteggio     |
| ---- | ------------------------- | --------------------------- | ------------- |
| 1982 | Fritz Buehning Tomáš Šmíd | Kevin Curren Buster Mottram | 4–6, 6–3, 6–0 |